# Ceratometopa cornifera
Ceratometopa cornifera är en tvåvingeart som beskrevs av Townsend 1931. Ceratometopa cornifera ingår i släktet Ceratometopa och familjen parasitflugor. Inga underarter finns listade i Catalogue of Life.